# Tango (Stravinskij)
Il Tango per pianoforte è una composizione di Igor' Fëdorovič Stravinskij scritta a Hollywood nel 1940.

## Storia
Nel 1939 Stravinskij, sorpreso dagli eventi bellici, dovette stabilirsi negli Stati Uniti dove era andato per tenere un ciclo di conferenze all'Università di Harvard. Non potendo, per motivi contingenti, far ricorso alle sue finanze rimaste in Europa ed essendo in difficoltà economiche, decise di scrivere alcune opere per ottenere un rapido introito; il Tango rientra fra questi lavori ed è anche la prima opera composta in territorio americano. Il brano fu scritto da Stravinskij ad Hollywood, dove aveva preso la residenza, nel 1940.

## Analisi
Stravinskij aveva già scritto un tango che fa parte dell'Histoire du soldat nel 1918 ed un altro che rientra fra i brani de Les cinq doigts; quello che distingue questo terzo Tango è però una sorta di leggerezza e amabilità che lo avvicina in certo qual modo alla musica di George Gershwin. Il Tango è una delle opere più ritmicamente regolari di Stravinskij; apparentemente di grande semplicità, presenta la consueta tripartizione con il trio centrale e la ripresa finale dell'inizio. L'ostinato ritmo di danza in 4/4 è regolare, ma, all'interno del brano, una serie di pulsazioni diverse fatte di sincopi, pause, rallentamenti, ne fanno un brano tutt'altro che semplice, che si stacca dal ritmo tradizionale del tango, ma che diventa intimamente stravinskiano.

## Altre versioni
Nel 1941 Felix Guenther fece una trascrizione del Tango in forma di Jazz sinfonico approvata da Stravinskij ed eseguita 
da Benny Goodman a Robin Hood Dell nel luglio di quell'anno. Stravinskij stesso fece nel 1953 una propria orchestrazione per quattro clarinetti, un clarinetto basso, quattro trombe, tre tromboni, chitarra, tre violini, viola, violoncello e contrabbasso che fu eseguita per la prima volta a Los Angeles al Philharmonic Auditorium il 18 ottobre 1953 con la direzione di Robert Craft.